# Hank Ketcham
Henry King Ketcham (14 mars 1920 - 1er juin 2001), plus connu sous le nom de Hank Ketcham, était un cartooniste américain.

## Biographie
Ketcham est le créateur de la série de comic strip intitulé Denis la Malice (Dennis the Menace) qu'il dessine de 1951 à 1994. La série  survit à son auteur et est reprise par d'autres artistes. 
Ketcham a commencé sa carrière comme animateur pour Walter Lantz et Walt Disney. En 1951, il crée le personnage de Denis en s'inspirant de son fils de quatre ans.
Hank Ketcham reçoit  le Prix Reuben 1953 du Cartoonist of the Year.
Le personnage de Dennis et son univers inspirent dès 1959 des séries télévisées et des films au cinéma.

## Prix
- 1953 : Prix Billy DeBeck (Reuben) pour Denis la Malice
- 1967 : Prix Alley de la meilleure série de dessins d'humour pour Denis la Malice
- 1979 : Té d'argent de la National Cartoonists Society
- 1982 : Prix Inkpot